# Sint Olofspoort

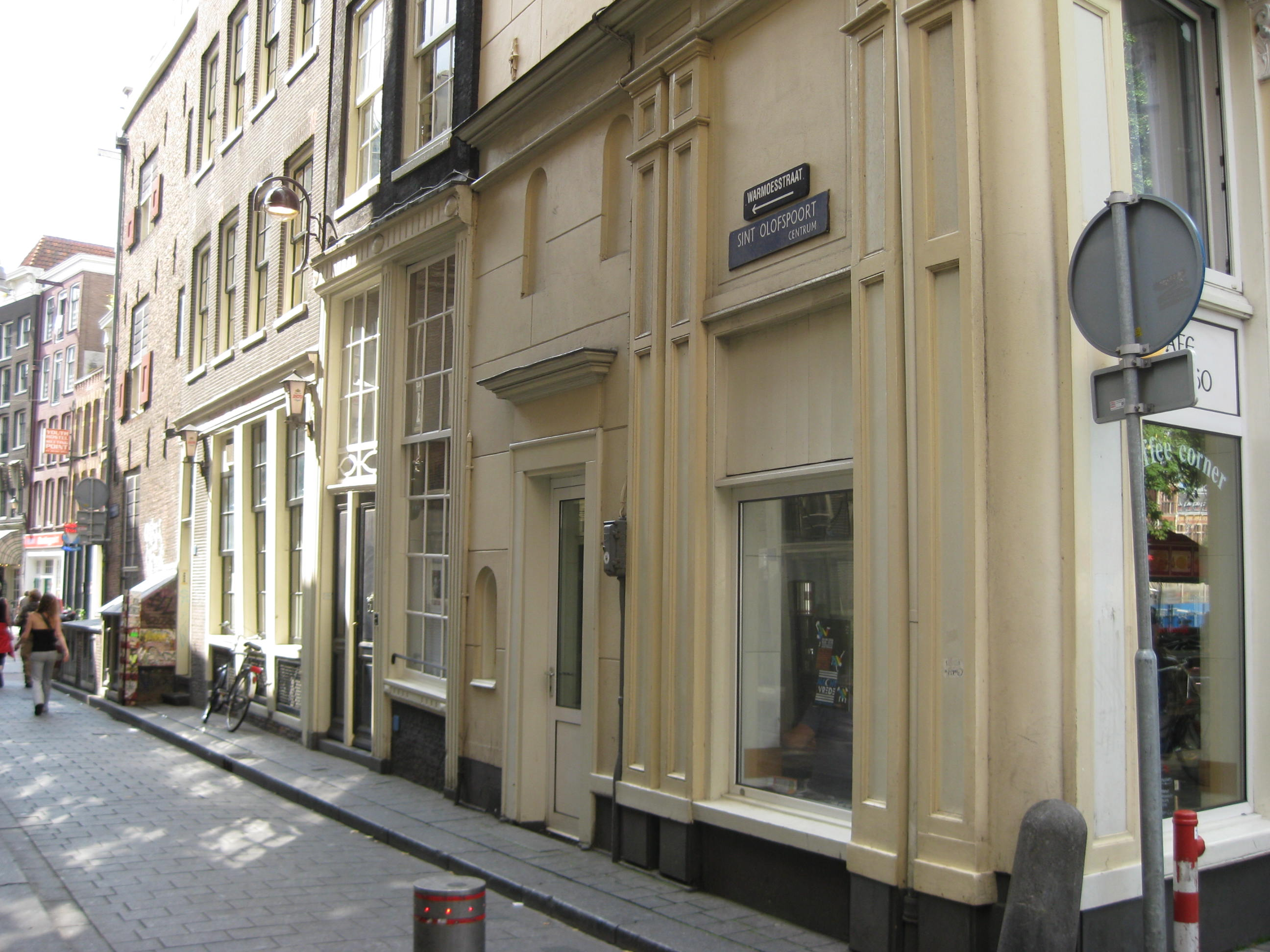
Vue de l'emplacement de l'ancienne Sint Olofspoort, qui apparaît aujourd'hui comme un nom de rue.

La Sint Olofspoort était l'une des trois portes d'accès à la ville dans le premier système de fortifications d'Amsterdam au XIVe siècle. Elle a aujourd'hui disparu, mais son nom est toujours utilisé pour désigner le passage étroit qui permet de relier Warmoesstraat (qui s'appelait autrefois Kerkstraat) à Zeedijk, au niveau de son ancien emplacement.
Elle était bâtie en pierre, et comportait deux tourelles du côté intérieur des anciennes fortifications. Elle incluait également un pont qui passait par-dessus l'ancien canal d'enceinte de la ville, et était renforcée du côté extérieur. Elle fut ajoutée au système de fortifications vers 1370, mais perdit son rôle de porte d'accès à la ville en 1425, lorsque celle-ci fut agrandie. Elle fut finalement détruite en 1618. L'origine de son nom n'est pas connue avec certitude. Elle pourrait avoir été baptisée en l'honneur de Saint Olaf de Norvège.
La chapelle Sint Olofskapel, qui fut détruite par un incendie en 1966, puis reconstruite avant d'être reconvertie en salle de conférences pour un hôtel du Prins Hendrikkade est située en face de l'ancienne porte. Jusqu'au 7 juin 1914, la ruelle portait le nom de Oudezijds Wijde Kapelsteeg (« Grand passage de la chapelle de la Oudezijde »).